# Eumichtis scillonea
Eumichtis scillonea là một loài bướm đêm trong họ Noctuidae.